# Herbert Wolcott Bowen

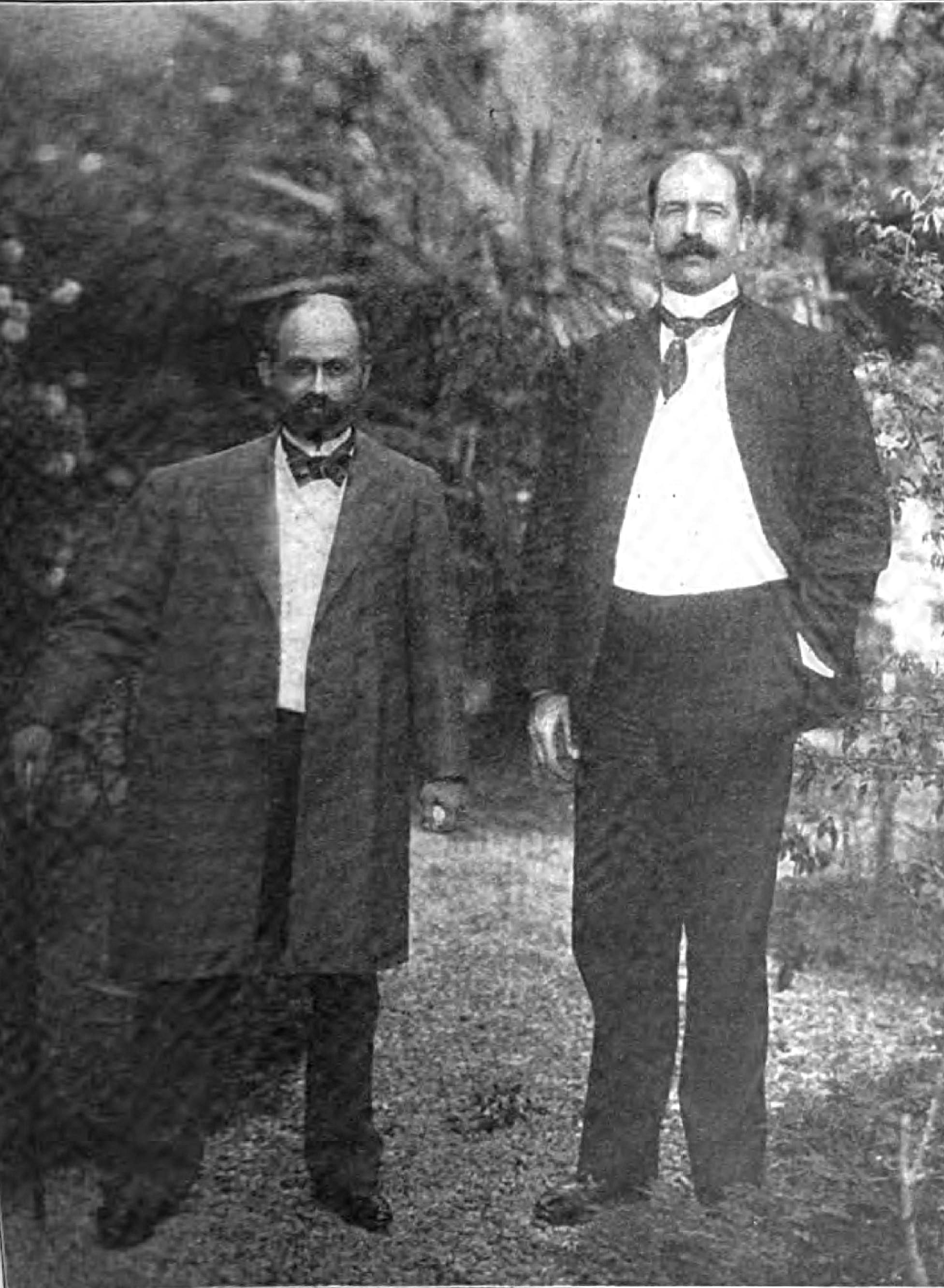
Herbert Wolcott Bowen (rechts) mit dem Präsidenten von Venezuela Cipriano Castro während der Venezuela-Krise (1903)

Herbert Wolcott Bowen (* 29. Februar 1856 in Brooklyn, New York City; † 29. Mai 1927 in Woodstock, Connecticut) war ein US-amerikanischer Jurist und Diplomat.

## Leben
Herbert Wolcott Bowen war das siebte von zehn Kindern von Henry Chandler Bowen und dessen erster Ehefrau Lucy Maria Tappan, während aus der zweiten Ehe mit Ellen Holt Bowen ein weiterer Halbbruder stammt. Nach dem Besuch des Brooklyn Collegiate and Polytechnic Institute begann er 1878 ein Studium der Rechtswissenschaften an der Columbia University, das er 1881 mit einem Bachelor of Laws (LL.B.) cum laude beendete. Nach seiner anwaltlichen Zulassung 1881 war er zwischen 1884 und 1890 als Rechtsanwalt in New York City tätig.
1890 trat Bowen in den diplomatischen Dienst des US-Außenministeriums und war zwischen 1890 und 1895 zuerst Konsul sowie anschließend von 1895 bis 1899 Generalkonsul in Barcelona. Allerdings verließ er als letzter US-amerikanischer Regierungsvertreter Spanien mit Beginn des Spanisch-Amerikanischen Krieges am 23. April 1898. Daraufhin wurde er am 3. Mai 1899 zum Ministerresidenten und Generalkonsul in Persien berufen und übergab dort am 27. August 1899 als Nachfolger von Arthur Sherburne Hardy, der mit seiner Schwester Grace Aspinwall Bowen verheiratet war, sein Akkreditierungsschreiben vor. Am 1. Mai 1901 wurde er zum ersten Außerordentlichen Gesandten und bevollmächtigten Minister in Persien ernannt, übergab allerdings kein Beglaubigungsschreiben und verließ Persien. Daraufhin wurde Lloyd Carpenter Griscom am 16. Dezember 1901 erster Gesandter in Persien.
Bowen wiederum wurde am 17. Juni 1901 zum Außerordentlichen Gesandten und bevollmächtigten Minister in Venezuela ernannt und legte dort am 24. August 1901 als Nachfolger von Francis B. Loomis sein Beglaubigungsschreiben vor. Er bekleidete diesen Posten bis zu seiner Abberufung am 1. Mai 1905, worauf William Worthington Russell am 22. August 1905 sein Nachfolger wurde. In seine Amtszeit fiel die Venezuela-Krise, eine diplomatische und militärische Auseinandersetzung zwischen Venezuela einerseits und dem Deutschen Reich, Großbritannien und Italien andererseits, zugleich aber auch Indikator und Austragungsfeld weltpolitischer Gegensätze zwischen den imperialistischen Mächten, insbesondere zwischen Deutschland und den USA. Die venezolanische Regierung unter Staatspräsident Cipriano Castro beauftragte Bowen als deren Vermittler. Bowen akzeptierte nach Rücksprache mit Washington das Mandat. Trotz dieser Regelungen erklärten die Interventionsmächte, denen sich inzwischen auch Italien angeschlossen hatte, am 20. Dezember die venezolanische Küste für blockiert. Mitte Januar 1903 begannen in Washington die Verhandlungen zwischen Bowen einerseits und den deutschen bzw. britischen Bevollmächtigten Hermann Speck von Sternburg und Michael Henry Herbert andererseits. Sie endeten am 13. Februar mit der Unterzeichnung der sogenannten Washingtoner Protokolle. Darin erkannte Venezuela die prinzipielle Berechtigung aller Forderungen an und sicherte die sofortige Begleichung einiger Posten zu, andere sollten durch eine gemischte Kommission geprüft und abgewickelt werden.
Herbert Wolcott Bowen heiratete am 25. Januar 1902 Carolyn Mae Clegg. 1903 verlieh ihm die Yale University einen Master of Arts honoris causa. Nach seinem Tode aufgrund von Herzversagen am 29. Mai 1927 wurde er auf dem Woodstock Hill Cemetery in Woodstock beigesetzt.